# بوهة
البُوه والواحدة بُوهَة، يسمى أيضًا البوم العُقابي أو البومة القرناء أو البومة الأذناء أو الدوه (الاسم العلمي: Bubo)، هو جنس من الطيور يتبع فصيلة البوم الحقيقي، يضم 25 نوعاً تقريباً. ويتراوح طولها بين 66-71 سم. وهي تعد من الطيور الليلية النشاط ومن الطيور المقيمة التي تسكن الكهوف والآبار والمناطق الخالية والمهجورة.

## الأنواع

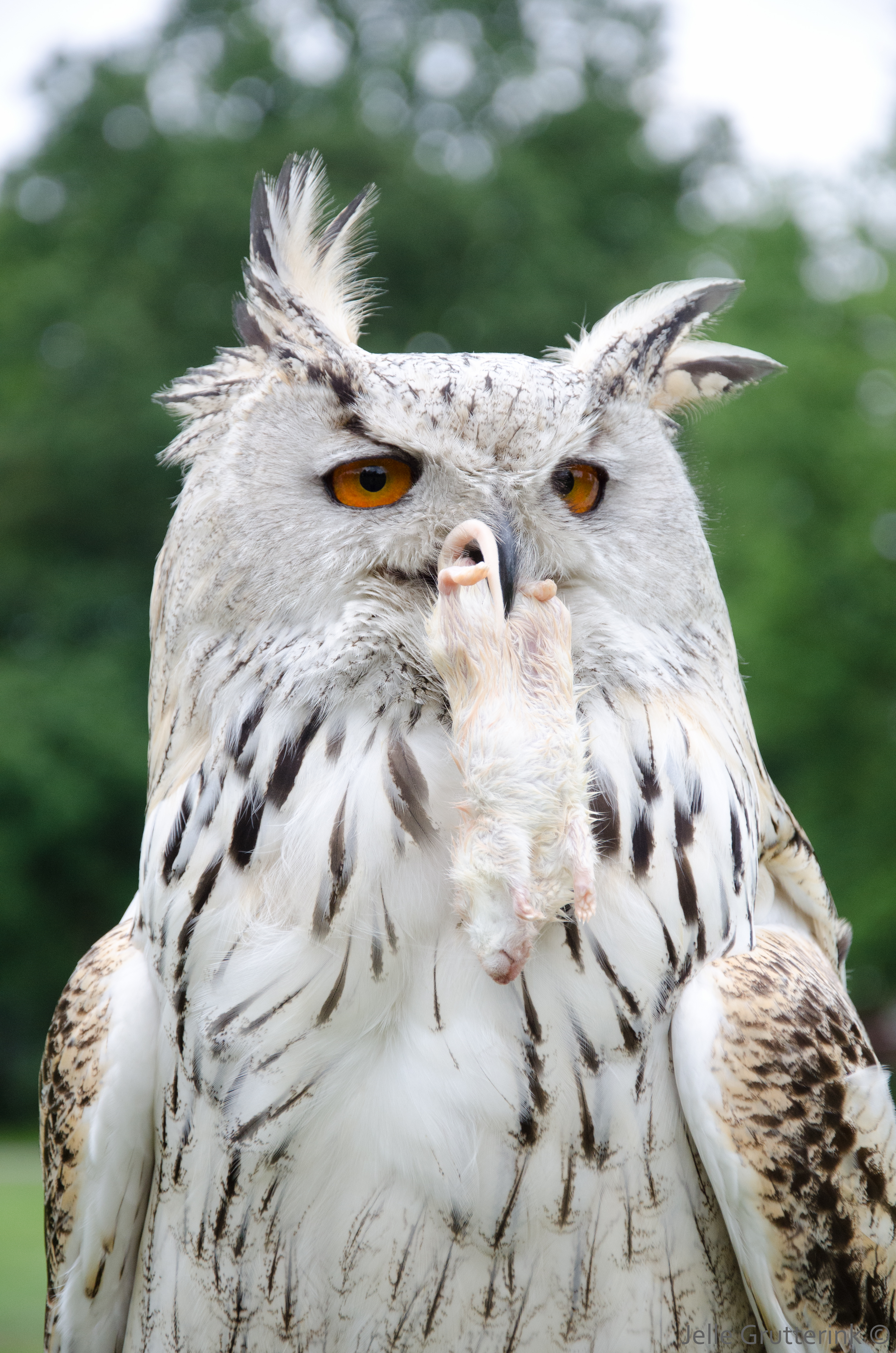
بوم عقابيّ يأكل جرذ

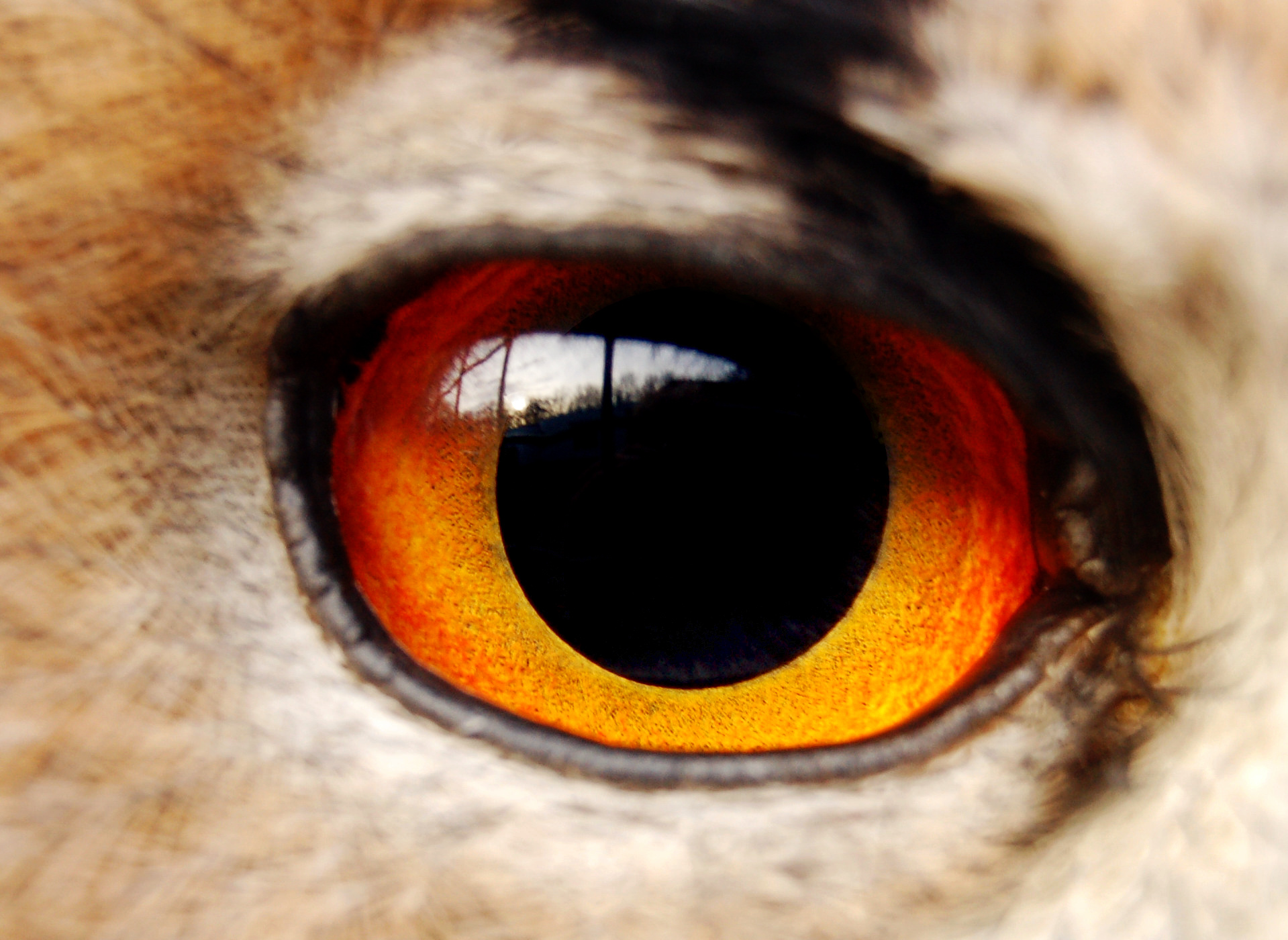
عين البومات العقابية

- البوهة الأوراسية
- البومة القرناء الكبيرة
- البوم الثلجيّ
- البوهة الرقطاء
- البوهة الهندية
- البوهة الفرعونية
- بوهة فيرو
- البومة القرناء الصغيرة
- بوم الكيب
- البوم الساحلي
- البوم فرازر
- بوم أوسامبرا
- بوم الغابات
- البوم الممنوع
- بوم شولي
- البوم الداكن
- البوم المرقط
- البوم الفلبيني
- بوم بلاكستون الصياد
- البوم الصياد البني
- البوم الصياد الأسمر المصفر
- البوم الصياد الشهباء
- بوم بيل الصياد
- البوم الصياد الأحمر
- البوم الصياد الخسي